# Gambier (Polynésie française)
Pour les articles homonymes, voir Gambier.
Gambier est une commune de la Polynésie française, rattachée aux îles Tuamotu. Elle est composée de sept atolls des Tuamotu, tout en incluant les huit îles hautes et l'atoll Temoe des Gambier. Son chef-lieu est Mangareva et la population totale de la commune en 2017 est de 1 337 habitants.

## Géographie
La commune des Gambier est composée de :
Îles Gambier
- Atoll de Temoe
- Îles de Mangareva, 919 hab. (2002), avec cinq îles habitées :
  - Mangareva, 872 hab. (2002) constitué en six districts :
    - Rikitea, 511 hab. (2002)
    - Kirimiro
    - Gatavake
    - Atituiti
    - Akaputu
    - Taku

  - Aukena, 31 hab. (2002)
  - Akamaru, 11 hab. (2002)
  - Kamaka, 4 hab. (2002)
  - Taravai, 3 hab. (2002)
  - plusieurs îlots inhabités

Groupe Actéon (Tuamotu)
- Matureivavao
- Tenararo
- Tenarunga
- Vahanga

Autres atolls des Tuamotu
- Morane
- Marutea Sud, 178 hab. (2002)
- Maria Est

Bancs et récifs au sud-est des îles Gambier (sous-marines, sans terres émergées)
- Banc Portland
- Récif de la Minerve (Ebrill[Note 1])
- Récif Bertero

## Démographie
L'évolution du nombre d'habitants est connue à travers les recensements de la population effectués dans la commune depuis 1971. À partir de 2006, les populations légales des communes sont publiées annuellement par l'Insee, mais la loi relative à la démocratie de proximité du 27 février 2002 a, dans ses articles consacrés au recensement de la population, instauré des recensements de la population tous les cinq ans en Nouvelle-Calédonie, en Polynésie française, à Mayotte et dans les îles Wallis-et-Futuna, ce qui n’était pas le cas auparavant. Pour la commune, le premier recensement exhaustif entrant dans le cadre du nouveau dispositif a été réalisé en 2002, les précédents recensements ont eu lieu en 1996, 1988, 1983, 1977 et 1971.
En 2017, la commune comptait 1 535 habitants, en augmentation de 8,02 % par rapport à 2012
| 1971 | 1977 | 1983 | 1988 | 1996  | 2002  | 2007  | 2012  | 2017  |
| ---- | ---- | ---- | ---- | ----- | ----- | ----- | ----- | ----- |
| 566  | 556  | 582  | 620  | 1 087 | 1 085 | 1 337 | 1 421 | 1 535 |

| 2022  | - | - | - | - | - | - | - | - |
| ----- | - | - | - | - | - | - | - | - |
| 1 570 | - | - | - | - | - | - | - | - |

## Administration

### Liste des maires
| Période                                  | Période                          | Identité    | Étiquette         | Qualité |
| ---------------------------------------- | -------------------------------- | ----------- | ----------------- | ------- |
| Les données manquantes sont à compléter. |                                  |             |                   |         |
| 30 mars 2014                             | en cours réélection en mars 2020 | Vai Gooding | Tapura Huiraatira |         |

## Lieux et monuments
- Cathédrale Saint-Michel de Rikitea.
- Église Notre-Dame-de-la-Paix d'Akamaru.
- Église Saint-Gabriel de Taravai.
- Chapelle Sainte-Anne de MangarevaRikitea.
- Église Saint-Joseph de Taku.
- Église Saint-Raphaël d'Aukena.

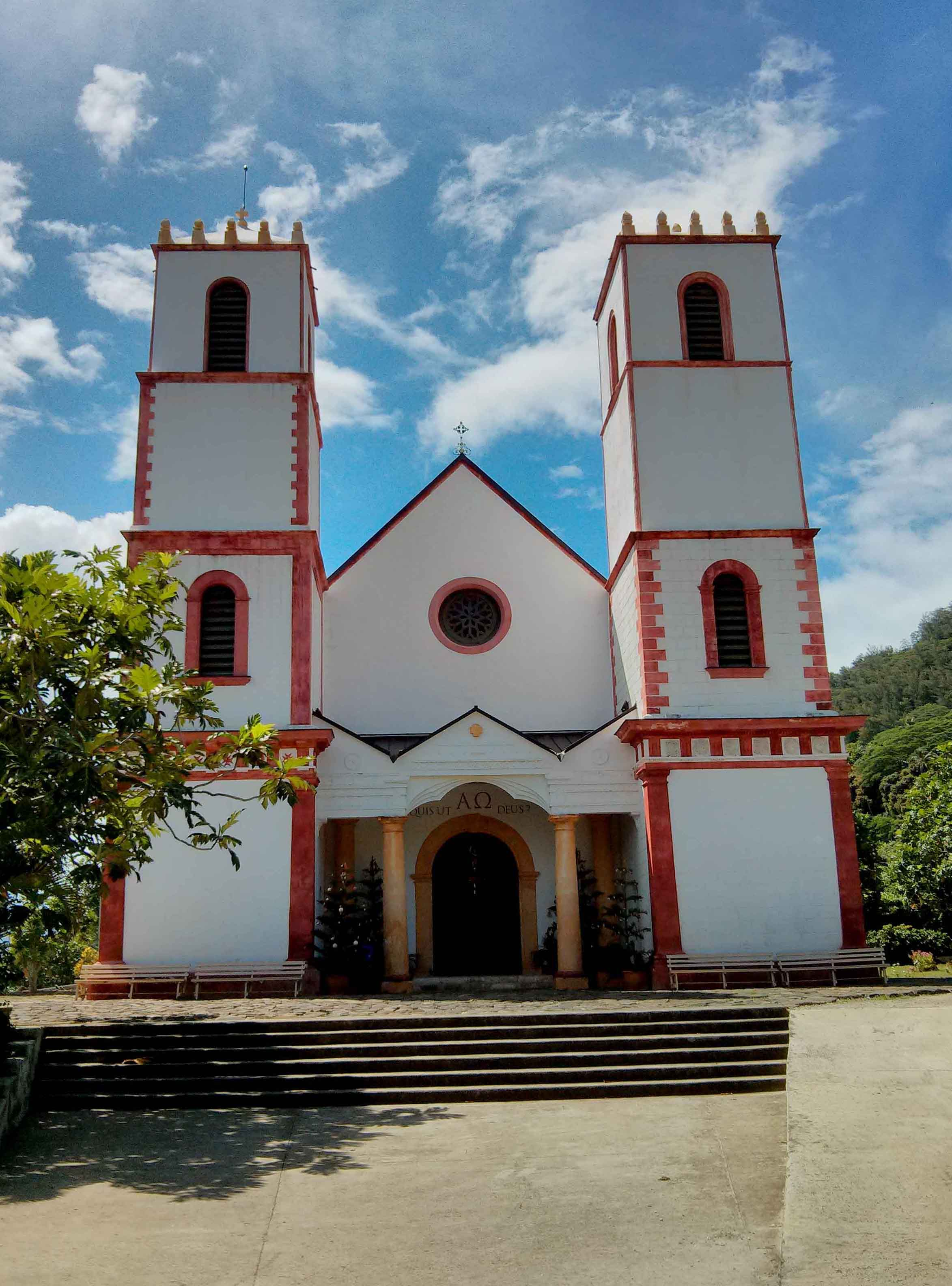
Cathédrale Saint-Michel de Rikitea
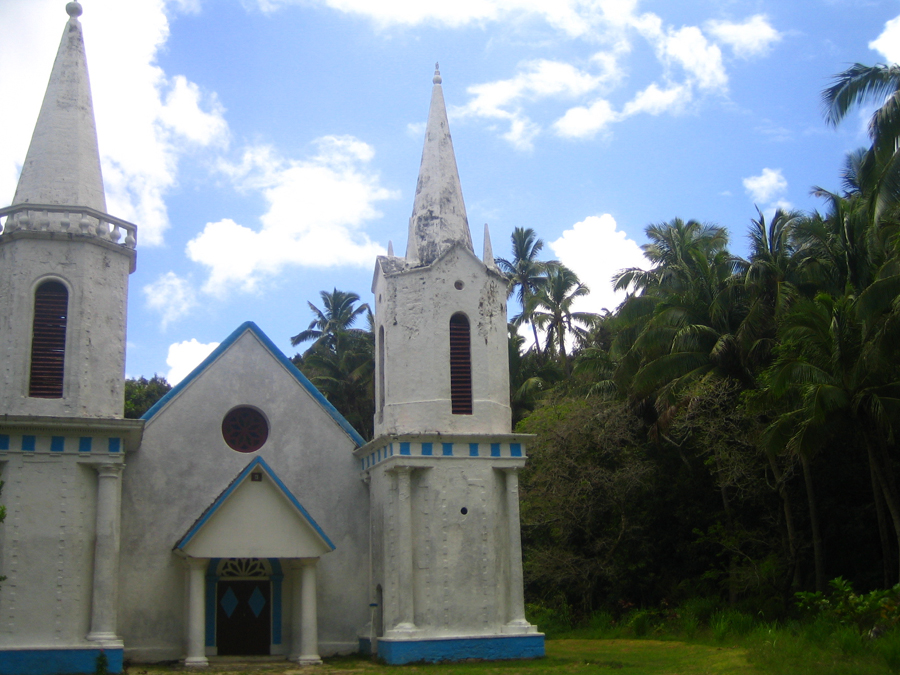
Église Notre-Dame-de-la-Paix d'Akamaru
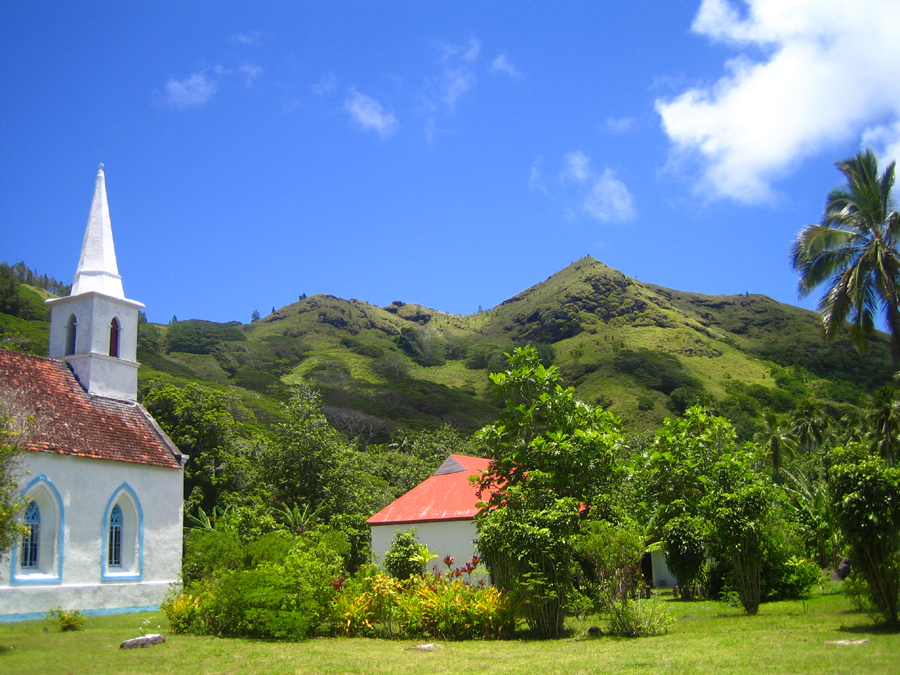
Église Saint-Gabriel de Taravai
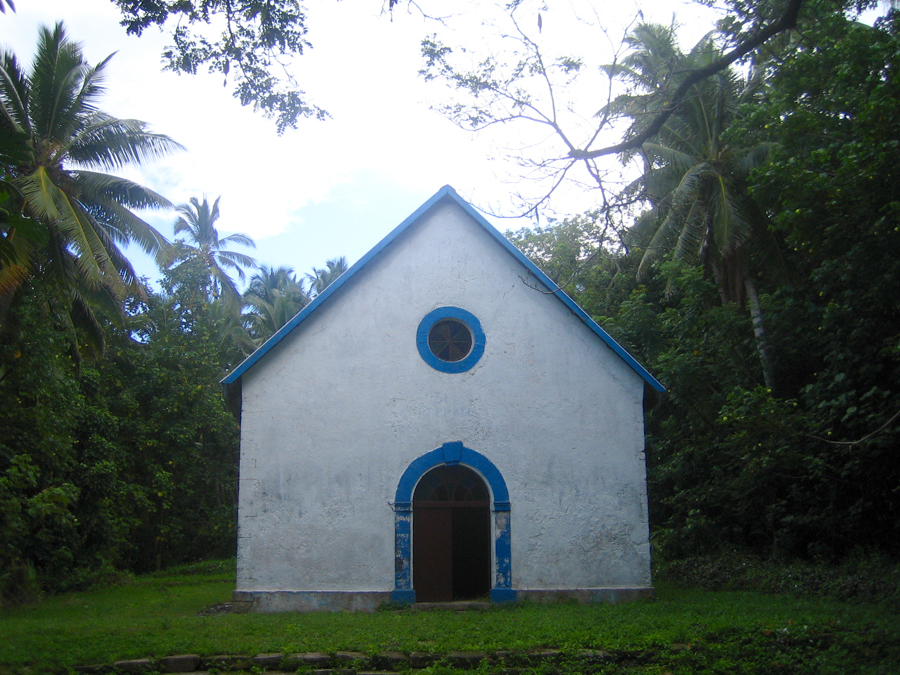
Église Saint-Raphaël d'Aukena